# Viktor Vincze
Viktor Vincze (* 27. ledna 1991, Galanta) je slovenský televizní moderátor, redaktor, pilot a novinář. V Televizi Markíza moderuje hlavní zpravodajskou relaci Televizní noviny. Účinkoval v slovenské TV show Tvoja tvár znie povedome. Od roku 2017 manžel moderátorky Adely Vinczeové. V roce 2022 moderoval soutěžní pořad Na Love (slovenská verze soutěže Na Lovu).

## Osobní život
Narodil se 27. ledna 1991 v Galantě matce Renatě a otci Viktorovi. Má bratra Tomáše.
V říjnu 2016 zveřejnil vztah s moderátorkou Adelou Vinczeovou, tehdy Banášovou. 14. února 2017 ji požádal o ruku v přímém televizním přenosu Telerána. Svatba proběhla za masivní pozornosti veřejnosti a médií 10. června 2017. Mediální hodnota události přesáhla milion eur.
30. října 2017 na sociální síti zveřejnil status, kterým přiznal problémy s plodností. Otevřel tím debatu o dramatickém zhoršení kvality spermií u mladých mužů. 
 Plodnost mužů je na tom prý opravdu špatně. Bývalý hlavní odborník ministerstva zdravotnictví pro reprodukční medicínu Markíze řekl, že v době, kdy on končil medicínu, našli v jednom mililitru ejakulátu 120 milionů spermií. Dnes je rád, když najdou 15 milionů na mililitr. O 87 procent méně. 
 Od mládí se věnuje amatérskému divadlu.

## Vzdělání
Vystudoval Gymnázium Jiřího Fándlyho v Šaľe a fakultu práva Panevropské vysoké školy v Bratislavě, kterou v roce 2016 ukončil rigorózní zkouškou a získáním titulu JUDr., (doktor práv).
V letech 2007–2008 absolvoval výměnný studijní pobyt v USA na střední škole High Tech High International v San Diegu v Kalifornii.

## Kariéra
V 17 letech začal pracovat jako moderátor v regionálním Rádiu Max v Nitře. Začátkem roku 2013 se zúčastnil veřejného konkurzu na pozici redaktora zpravodajství Televize Markíza, uspěl v konkurenci 800 lidí. O rok později začal moderovat denní magazín Reflex. V roce 2016 se stal účinkujícím první série show Tvoja tvár znie povedome. Spolu se Zlaticou Švajdovou Puškárovou a Michalom Kovačičom moderoval volební studio slovenských Parlamentních voleb v roce 2016. V létě téhož roku se stal moderátorem Prvních Televizních novin a od března 2017 moderuje i hlavní zpravodajskou relaci Televizní noviny.

## Ocenění
| rok  | anketa                        | kategorie               | výsledek   |
| ---- | ----------------------------- | ----------------------- | ---------- |
| 2014 | Osobnosť televiznej obrazovky | osobnost publicistiky   | nominovaný |
| 2015 | Osobnosť televiznej obrazovky | redaktor zpravodajství  | 3. místo   |
| 2016 | Telkáč roku                   | redaktor zpravodajství  | 1. místo   |
| 2016 | Osobnosť televiznej obrazovky | osobnost publicistiky   | 3. místo   |
| 2017 | Osobnosť televiznej obrazovky | moderátor zpravodajství | nominovaný |